# 中國大陸的童軍與女童軍活動

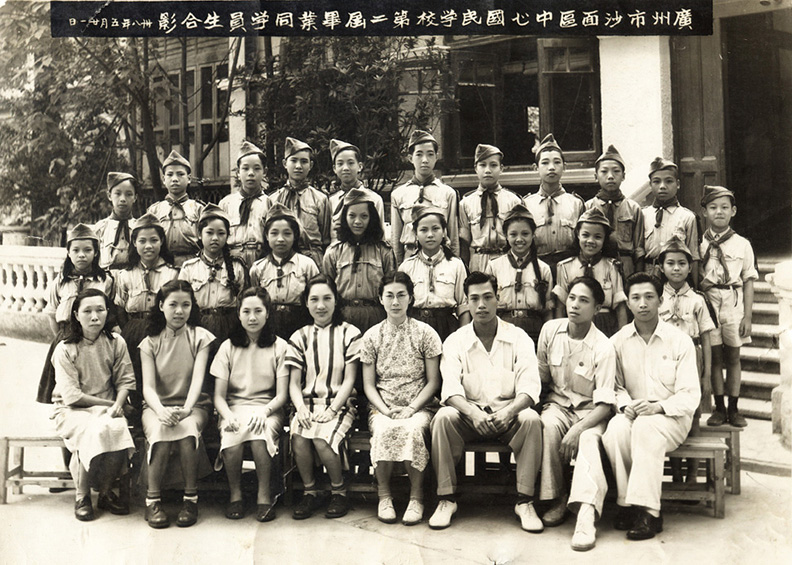
廣州市沙面區中心國民學校第二屆畢業同學員生合影（1949年5月），相片顯示中華民國時期童軍的樣子。

自從1949年中國共產黨建立中華人民共和國之後，共青團和少先隊分別成為中國大陸少年和青年的主要和優勢組織。近年來，中國大陸的童軍組織都是由民間的商業團體或青少年教育機構成立的，藉由童軍的名義來舉辦以牟利為目的的夏令營活其他戶外活動。
在1949年以前，童軍運動存在於中華民國大陸執政時期。1949年，中華民國政府遷移至台灣，而中華民國的童軍組織中華民國童軍也就成為了臺灣童軍運動的主要組織。到目前為止，位於台灣的中華民國童軍總會英文名稱仍然是Scouts of China，這是唯一在世界童軍組織中註冊的中國童軍名稱。
此外，童軍運動目前也活躍於中華人民共和國的香港和澳門兩個特別行政區。
2003年曾有人試圖成立中国童军机构，但在申办的过程中于2004年中被政府所阻止。目前中華人民共和國境內的童軍活動都是由商業團體以童軍或童子軍的名義所從事的青少年營會等營利活動。

## 歷史

### 1949年以前在中國大陸的本土童軍活動
隨著中華民國的誕生，在1912年2月25日，嚴家麟於武昌文華書院成立中國第一個童軍團，使得童軍運動快速推廣至整個中國。
1913年，上海華童公學校長康普（Kemp）舉辦童子軍教育會議，會中決定採用「中華童子軍」之名稱，並成立「上海中華童子軍協會」推廣童軍運動。
1915年，第二屆遠東區運動會在上海舉行，運動會期間有多達300位的童軍成員參與運動會之服務，負責維持會場秩序、協助辦理場務，同時表演童軍操法、救護、旗語、炊事等各項技能，讓各地人士認同童軍教育的重要，並決定組織「中華全國童子軍協會」。
在1930年，第一屆中國童子軍大露營在南京舉辦，共有3,575人出席；第二屆中國童子軍大露營也在南京舉辦，共13,268人出席。
1934年，在張忠仁的提議下，「中國童子軍總會」正式成立於南京，並於1937年成為世界童軍運動組織的一員，與各國童軍運動相互交流聯繫。
從中國童子軍總會成立到1941年為止，總會員數達到57萬人。
然而在1949年，因國共內戰使得童軍運動暫時中止，直到1950年才在臺灣重新成立「中國童子軍總會」，並重新回到世界童軍運動組織，以英文名稱登記。

## 近年發展
自從香港於1997年主權移交後，香港童軍總會就致力於和中國大陸互相交流。2004年，香港童軍總會、深圳青少年聯盟和中國少年先鋒隊工作委員會在深圳舉行第1次聯合露營，有490位香港童軍和360位深圳方面的人員；2005年更在新疆、甘肅、南京、苏州、青海、吉林和內蒙古舉辦了區域性的露營活動；所有在中國大陸的活動都經由香港童軍總會裡面的國際及內聯署保持對等的關係。
香港女童軍總會也和中國大陸的青少年和婦女團體建立起良好的關係。
1949年後第1個童軍組織，是在1997年的天津成立，主要是針對社會底層的孩童；截至2004年1月底，此組織共有40個地方性童軍團和4,000位男女童軍，但實際情況則尚未知曉。
2003年在武漢成立了中華人民共和國建國以来首个中国童军俱乐部，也曾試圖建立起全國性的童軍組織，但在2004年中被政府阻止。由於某些對於童軍運動很有興趣的一群人所組成的團體堅持下，此中国童军资讯網站還是繼續保留，但到現在他们申办中国童军总会的努力仍未成功。
同樣在2004年中，海南童軍俱樂部在海南省成立。此組織大量引用了童軍的制服、活動、理想和徽章等等，並且從成立開始，就頻繁的舉行戶外露營；然而此組織不在各國際組織裡面。
在上海，上海童軍俱樂部也在2006年12月成立。此組織有參與了2007年的JOTI。此組織也大量引用了童軍的制服、活動、理想和徽章等等，並且在2007年12月被奧地利童軍雜誌《Telescout-News》旗下的童軍廣播團體所報導。上海童軍俱樂部加入了最新成立的中華人民共和國童軍總會並且登記成為上海A團。該童軍總會的下屬童軍團還包括了上海羅浮B群、福建羅浮B群、廣東羅浮B群和江蘇羅浮A群。
中華人民共和國童軍總會目前的童軍總類有羅浮童軍和冒險童軍，並在2009年的世界童軍網路大會（JOTA）和世界童軍空中大會（JOTI）出席過。但由於中國並非世界童軍組織的會員國，中國眾多所謂的童軍總會或童子軍團並無法參加世界童軍組織所舉辦的世界童軍大露營，或其他世界性的童軍活動。